# 書院 (韓国)
書院（しょいん、朝鮮語: 서원、ソウォン）は、李氏朝鮮の私立教育機関。書堂と並び、在郷において儒学教育を振興したが、書堂が主に庶民階級の初等教育を担ったのに対して、書院は主に在郷指導層に対する教育教化の役割を果たした。

## 概要
起源は高麗末期の私設の書斎に遡り、後に先賢を祭る「道学書院」と先烈を祭る「忠節書院」に分かれた。1542年に周世鵬が朱子の白鹿洞書院に倣って、高麗の朱子学の祖・安裕（安珦）を、その所縁の地である慶尚道順興に祀って立廟し、白雲洞書院と命名した。1550年には李滉（李退渓）の上書により、「紹修書院」と賜額され、書籍や田土等が下賜された。
これ以後、地方の有力者によって、大小の書院が朝鮮八道各地に簇生し、18世紀初頭には593校に達し、荒廃しつつある郷校に代わって、学問・道徳実践の修行と先賢および先烈の崇徳報功の教育、教化の場として国民教育上重要な役割を果たした。李退渓の手になる礼安の陶山書院、李珥（李栗谷）の手になる海州の紹賢書院が殊に著名である。
一方で免税などの特権に伴って次第に本来の目的である講学修道から外れ、書院や所属する儒生の奴婢となって軍役を忌避する者の淵叢となり、かつ朋党政治に加担して横議を事とし、書院が濫設されるなどの弊害が続出したことから、1644年以後、数次にわたって禁令が発されたが効果は上がらず、ついに大院君政権下の1871年には47書院を残し撤享撤額された。日本の朝鮮統治期には「祠宇ト同ジク単ニ先賢ノ享祀ヲ行フ公認ノ斎場」とされた。

## 世界遺産
2019年に9か所の書院は世界文化遺産に登録された。

### 構成資産
以下の9か所の書院が登録されている。
| ID       | 画像 | 書院名   | 所在地           | 面積（ha） | 緩衝地帯（ha） |
| -------- | ---- | -------- | ---------------- | ---------- | -------------- |
| 1498-001 |      | 紹修書院 | 慶尚北道栄州市   | 17.16      | 73.62          |
| 1498-002 |      | 灆渓書院 | 慶尚南道咸陽郡   | 4.11       | 78.67          |
| 1498-003 |      | 玉山書院 | 慶尚北道慶州市   | 6.44       | 80.83          |
| 1498-004 |      | 陶山書院 | 慶尚北道安東市   | 36.73      | 166.84         |
| 1498-005 |      | 筆巌書院 | 全羅南道長城郡   | 1.38       | 51.06          |
| 1498-006 |      | 道東書院 | 大邱広域市達城郡 | 2.32       | 81.23          |
| 1498-007 |      | 屏山書院 | 慶尚北道安東市   | 30.08      | 164.3          |
| 1498-008 |      | 武城書院 | 全羅北道井邑市   | 0.84       | 54.96          |
| 1498-009 |      | 遯巌書院 | 忠清南道論山市   | 3.43       | 45.23          |

### 登録基準
この世界遺産は世界遺産登録基準のうち、以下の条件を満たし、登録された（以下の基準は世界遺産センター公表の登録基準からの翻訳、引用である）。
- (3) 現存するまたは消滅した文化的伝統または文明の、唯一のまたは少なくとも稀な証拠。